# Amadora
A Amadora é uma cidade portuguesa localizada na Área Metropolitana de Lisboa. Tem uma área urbana de 23,79 km2 e 171.500 habitantes em 2021, donde uma densidade populacional de 7.195 habitantes por km2, sendo a quarta maior cidade do país.
É a sede do Município da Amadora, que tem área e população coincidente às da cidade[carece de fontes?], dividindo-se em seis freguesias. O município é limitado a nordeste pelo município de Odivelas, a sudeste pelo município de Lisboa, a sul e oeste pelo município de Oeiras e a oeste e norte pelo município de Sintra.
O território do atual município é habitado desde tempos remotos, com diversos vestígios da ocupação pré-histórica da área. A cidade da Amadora constituiu-se em torno do lugar da Porcalhota, servida pela Capela de Nossa Senhora da Conceição da Lapa, sede de irmandade própria que dispunha de avultados bens. Pertenceu, entre os séculos XIX e XX, ao concelho de Oeiras, tendo em 1936 sido desmembrada de Carnaxide passando a constituir freguesia autónoma, sendo a povoação sua sede elevada à categoria de vila no ano seguinte. Em 1979, a vila da Amadora é elevada a cidade tendo sido constituído o município da Amadora pelo seu desenvolvimento demográfico. Atualmente, o SIMAS de Oeiras e Amadora garante o abastecimento público de água e a prestação de serviços de saneamento básico às populações residentes nos concelhos de Oeiras e Amadora.  
Inicialmente rural e pontilhado de aldeias e pequenos casais, o município foi-se desenvolvendo em virtude da melhoria de acesso, especialmente após a construção da Linha de Sintra. Entre as décadas de 1950 e 1970 sofreu uma explosão demográfica em virtude do desenvolvimento económico da região da Área Metropolitana de Lisboa, onde se encontra a capital de Portugal.
Entre os seus símbolos contam-se o Aqueduto das Águas Livres, bem como os campos de aviação que tiveram tanta importância na emergência da aviação em Portugal, sendo que ainda hoje o Estado-Maior da Força Aérea Portuguesa se situa no município, na freguesia de Alfragide. Ambos figuram nas armas da cidade.

## Geografia
O município da Amadora situa-se no norte da Área Metropolitana de Lisboa sendo limitado a oeste pelo município de Lisboa (freguesias de Benfica e, em parte, Carnide). O município de Oeiras (Carnaxide e Queijas, a sul e Barcarena, a sudoeste) situa-se a sul, enquanto que toda a faixa oeste e parte do norte do município são limitados por Sintra (Queluz e Belas e Casal de Cambra, respetivamente). Por fim, o município de Odivelas (Pontinha e Famões) restringe a vertente norte-ocidental da Amadora.
O seu relevo, de altitudes moderadas, desenvolve-se maioritariamente entre os 50 e 200 metros de altitude, com um nível de rugosidade entre os 30 e 60%. É possível identificar, em traços gerais, três áreas morfológicas distintas no município, duas delas correspondentes às áreas mais elevadas (a norte e sul) e a terceira, uma depressão que ocupa a zona central e é confinada por estas áreas. Uma classificação mais detalhada permite a divisão em cinco unidades morfológicas. A primeira corresponde à Serra da Mira, de forma elíptica, localizada no extremo norte do município (Mina de Água) e confinada pelo rio da Costa e pela ribeira de Carenque. Desenvolve-se de nordeste para sudoeste, num total de 4 km de comprimento por 2 km de largura, e é atravessada por falhas que apresentam esta mesma direção e também nor-noroeste–su-sudeste. Geologicamente, compõe-se de formações carbonatadas e detríticas do Cretácico Inferior. É aqui que se encontra o ponto de maior altitude do município, de 273 metros.
Segue-se o Planalto da Mina de Água, imediatamente a sul. Apresenta uma altitude de 170 metros, estando inclinado para sul e sudeste. É constituído por formações cretácicas sedimentares e vulcânicas.
A Depressão Central ocupa o espaço entre o Planalto da Mina de Água e a Serra de Carnaxide. É um vale aberto, que se assume como um prolongamento do vale de Benfica, desenvolvido entre os 50 a 160 metros, de leste para oeste. O seu setor ocidental é mais elevado e é drenado para oeste pelos afluentes da ribeira de Carenque e para leste pelos afluentes da ribeira de Alcântara. Tem a sua origem no Complexo Vulcânico do Cretácico Superior e nas formações sedimentares terciárias sobre as quais assentam em discordância as formações sedimentares quaternárias. O seu ponto de menor altitude, que é também o do município, situa-se no fundo do vale do rio da Costa (41 m).
Remata este conjunto a Serra de Carnaxide, de 211 metros de altitude máxima no sul da Venteira. Também de forma elíptica, prolonga-se de este para oeste, entrando depois em Oeiras. Circunscrita pelo rio Jamor e pela ribeira de Algés, possui 3 km de comprimento por 2 km de largura.
Por toda a área concelhia predominam os declives fracos a moderados, e cerca de metade do município (53%) apresenta inclinações inferiores a 10%. As áreas de maior declive correspondem também às áreas de maior altitude (nos flancos da Serra da Mira e Planalto da Mina de Água). Os declives de menor expressão localizam-se no planalto e entre o sopé deste e a base do flanco norte da Serra de Carnaxide. A Amadora é um município com boa exposição solar, já que as vertentes soalheiras representam 41% da área total. As vertentes não possuem uma exposição dominante, se bem que o conjunto dos octantes S, SE, E e NE ocupa a maior parte da área do município (58%). Isto deve-se à inclinação do Planalto da Mina de Água e do fundo do vale da ribeira de Alcântara (sudeste), aos flancos sul e leste do planalto e à vertente sul da Serra da Mina. As umbrias ocupam 34% e as exposições intermédias os restantes 25%.

### Freguesias

Freguesias do Município da Amadora

O município da Amadora possui desde 2013 as seguintes seis freguesias:
- Águas Livres (constituída pelos bairros da Buraca, Cova da Moura, Damaia e Reboleira)
- Alfragide (para além do bairro de Alfragide, também engloba o bairro do Zambujal e a área comercial IKEA)
- Encosta do Sol (constituída pelos bairros de Alfornelos, Brandoa e Casal da Mira, assim como pela área comercial UBBO)
- Falagueira-Venda Nova (a Zona Industrial \ Comercial da Venda Nova e a antiga Quinta do Estado ocupam a maioria da freguesia, que ainda conta com o bairro da Venda Nova e algumas urbanizações na Falagueira)
- Mina de Água (constituída pela parte norte do centro da Amadora, o Casal de São Brás e os Moinhos da Funcheira, contando também com algumas urbanizações na A-da-Beja)
- Venteira (as instalações militares conhecidas como Comandos da Amadora ocupam uma parte considerável da freguesia, que também conta com a parte sul do centro da Amadora e urbanizações na Serra de Carnaxide)

### Hidrografia
A Amadora é considerada um município de montante, visto que o seu território abrange os troços iniciais das quatro bacias hidrográficas que o drenam. A rede de drenagem concelhia é de pequena dimensão e reduzidos afluentes (baixa densidade), com um padrão tipicamente dendrítico e ângulos de confluência agudos. Todas as bacias que atravessam o município pertencem à Região Hidrográfica do Tejo, sendo os cursos de água tributários desse rio e desaguando no seu estuário após atravessar solos geralmente pouco permeáveis. Os cursos de água apresentam vários sentidos de escoamento, sendo que na metade ocidental e sul-oriental o sentido dominante é norte–sul e nas restantes áreas é noroeste–sudeste.

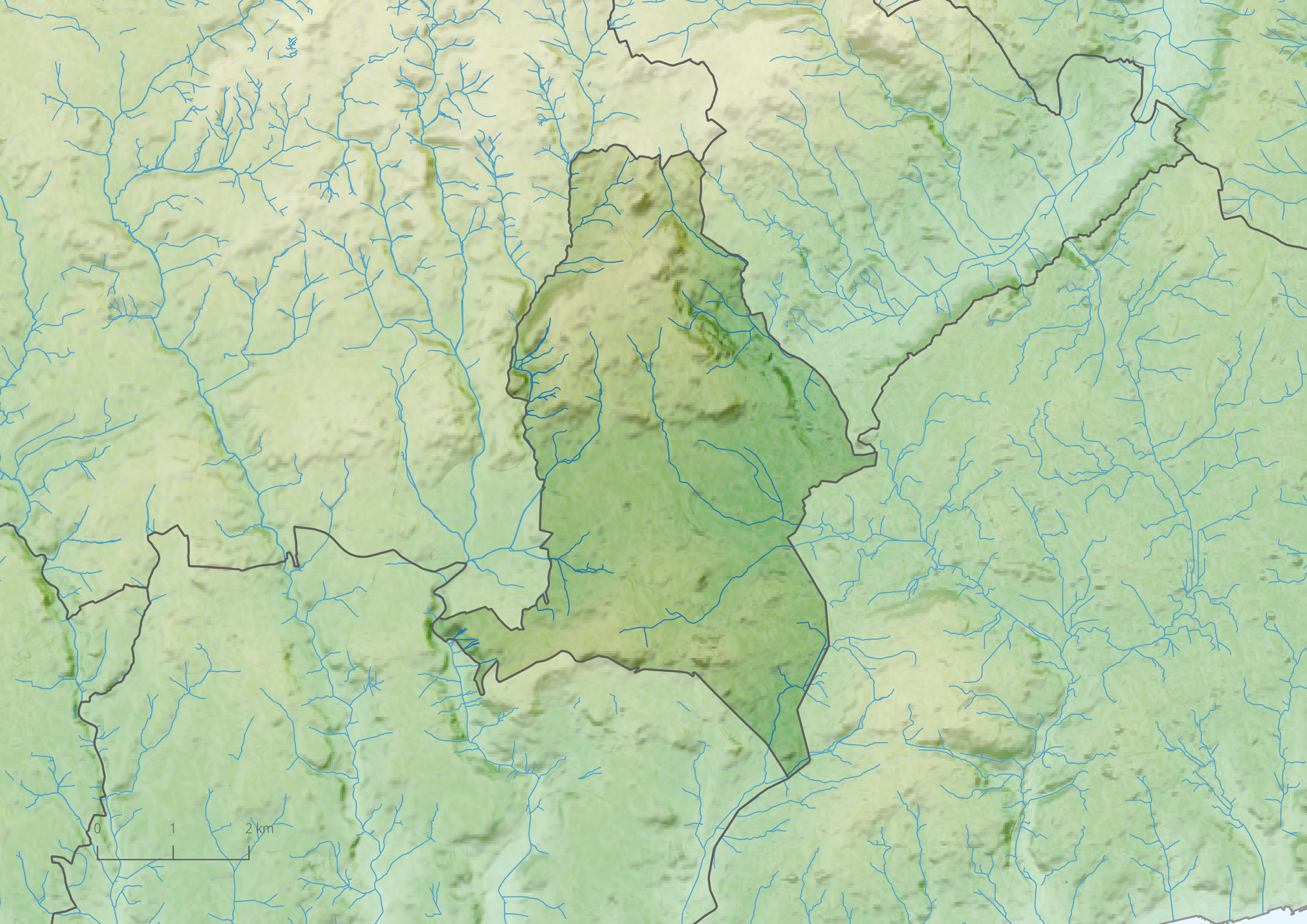
Relevo e hidrografia do município.

A bacia que drena a maior parte do município é a da ribeira de Alcântara (ou da Falagueira), com uma área de 8,6 km². A sua bacia abrange o setor central e oriental do município, originando-se no Planalto da Mina de Água (Moinhos da Funcheira) e atravessando depois a Depressão Central da Amadora em direção a Benfica. Segue-se a bacia do rio Jamor, representada pela ribeira de Carenque, que drena todo o terço ocidental do município (8 km²) e marca a fronteira em grande parte do seu percurso entre este município e Sintra. Após nascer na zona de Casal de Cambra, separa os dois municípios até chegar a Carenque, localidade que atravessa para depois se juntar ao curso de água principal do Jamor em Queluz.
O rio da Costa, cuja bacia ocupa 4,7 km², nasce igualmente em Casal de Cambra e possui algumas nascentes no Planalto da Mina de Água. Dirige-se para o município de Odivelas, onde se junta à ribeira da Póvoa e continua em direção à Várzea de Loures. Por fim, a bacia da ribeira de Algés, de apenas 2,5 km², ocupa o setor sul-oriental do município. Nascendo na Depressão Central da Amadora, dirige-se do Zambujal para a Portela de Carnaxide, acabando por desaguar em Pedrouços.
Muitos troços destes cursos de água encontram-se alterados pela ação humana, tendo sido artificializados e encanados. Tal é especialmente notório no caso das ribeiras de Alcântara, de Algés e do rio da Costa, cujas bacias apresentam um grau de urbanização superior a 50%.

### Clima
À escala da Peninsula Ibérica, e segundo a classificação climática de Köppen, o município da Amadora enquadra-se nos climas temperados de tipo mediterrâneo, encontrando-se numa área de transição entre dois subtipos climáticos mediterrâneos (Csa e Csb) com um pequeno ascendente de influências marítimas. A temperatura média anual situa-se nos 16.ºC e a precipitação média anual é de cerca de 740 mm. Deste modo, integra a Região Pluviométrica do Sul.

## História

### Pré-história
A área que hoje integra o município da Amadora foi ocupada continuamente desde o Paleolítico, dada a diversidade dos recursos cinegéticos, da fertilidade dos seus solos e da abundância de água. Um dos expoentes máximos desta ocupação remonta ao Calcolítico, com a Necrópole de Carenque. Estas grutas artificiais representam um novo tipo de sepulcro destinado à inumação coletiva abertos em rocha calcária branda, tendo paralelismos com as Grutas da Quinta do Anjo, de Alapraia e de São Pedro do Estoril. Entre os materiais encontrados no local encontram-se diversos objetos de cerâmica (como taças, copos canelados e taças campaniformes), artefactos elaborados em osso (agulhas e botões) e objetos líticos (lisos e decorados e elaborados em calcário, como enxós, cinchos; bem como placas de xisto e lúnulas) e metálicos (pontas de seta, lâminas e punhais). Estes objetos acompanhavam os mortos, ao lado de quem eram colocavadas armas e utensílios da usados durante a vida, recipientes com alimentos e objetos de adorno e simbolismo religioso. Atualmente, as suas réplicas integram a Mala Didáctica Municipal, destinada às escolas primárias do município. Alguns destes materiais permitem aferir que esta ocupação se tenha dado entre os IV e III milénios a. C.. 

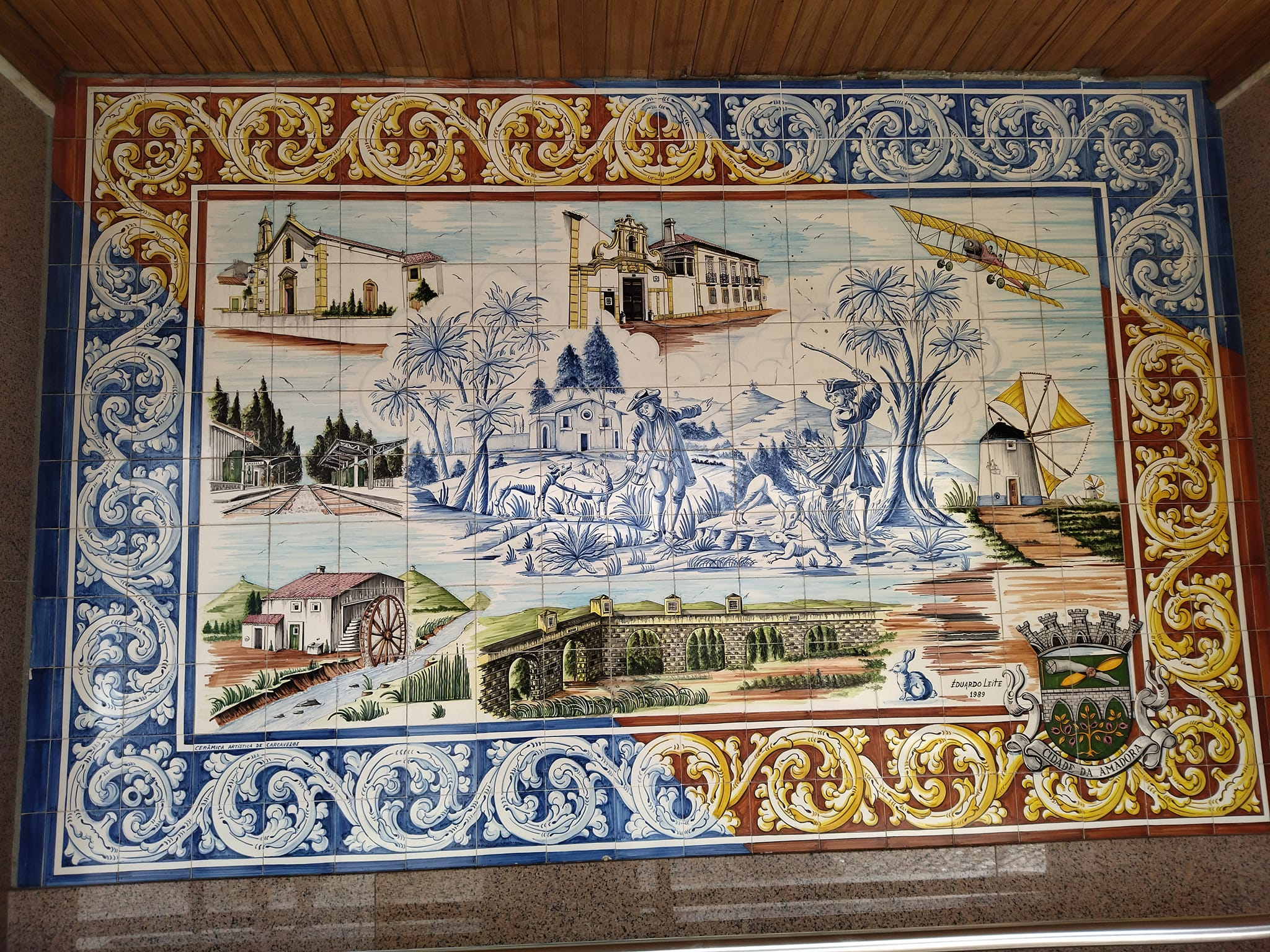
Painel de azulejos com locais históricos da Amadora

### Idade Antiga
A zona foi habitada continuamente e, pelos séculos II e III, os romanos já haviam deixado vestígios no município. O mais destacável é o Aqueduto Romano de Amadora, com origem na Barragem Romana de Belas. Também foram feitos outros achados, como a Vila Romana da Quinta da Bolacha, a Necrópole de Moinho do Castelinho e objetos de cerâmica (como púcaras).

### Idade Média
Após o domínio árabe, durante a Idade Média, a região da Amadora ter-se-à mantido como um território de cariz rural, produzindo alimentos que abasteciam a cidade de Lisboa. Foi também explorado pelos seus recursos geológicos e serviu durante vários séculos de estância de veraneio para famílias abastadas de Lisboa.

### Idade Contemporânea

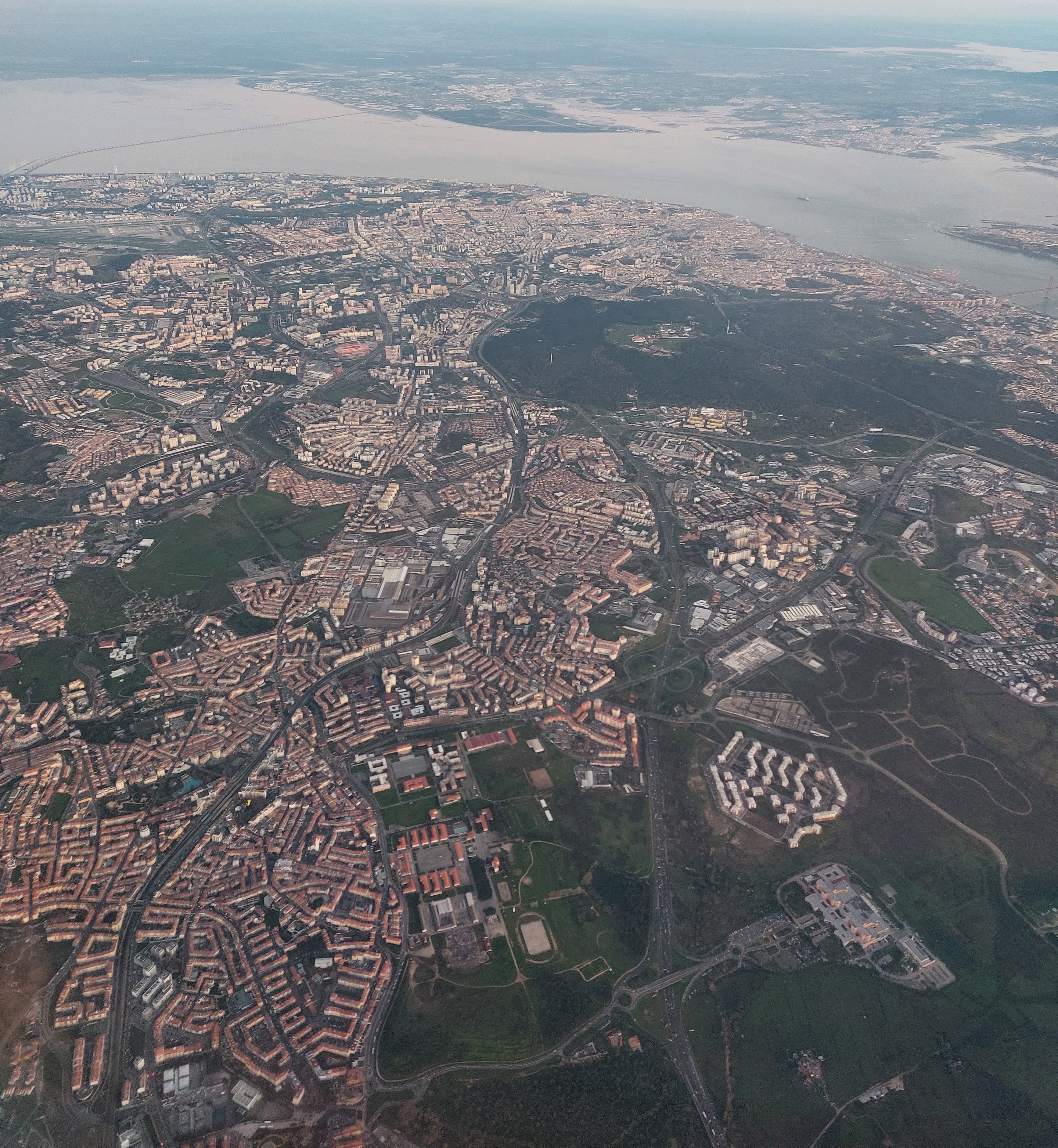
Vista aérea do município da Amadora, município de Lisboa e Tejo

O actual território da Amadora nasceu da divisão da antiga freguesia de Benfica, cortada pela Estrada da Circunvalação aquando da redefinição dos limites de Lisboa, em 1885-1886. A freguesia extramuros, chamada Benfica (Extramuros), ficou a pertencer ao concelho de Oeiras. O principal núcleo da freguesia era lugar da Porcalhota, então situado ao longo de um dos mais antigos e importantes eixos viários da região, a Estrada Real que ligava Lisboa a Sintra, e provido mais tarde de uma estação ferroviária. No entanto, o município possuía vários casais, entre eles os da Amadora, Venteira e Falagueira, próximos da Porcalhota. Em 1907, a população local pediu ao rei D. Carlos que permitisse a mudança de nome, situação a que o Ministério do Reino deu despacho, ordenando que todos estes núcleos urbanos tivessem a designação de Amadora em 28 de outubro de 1907.

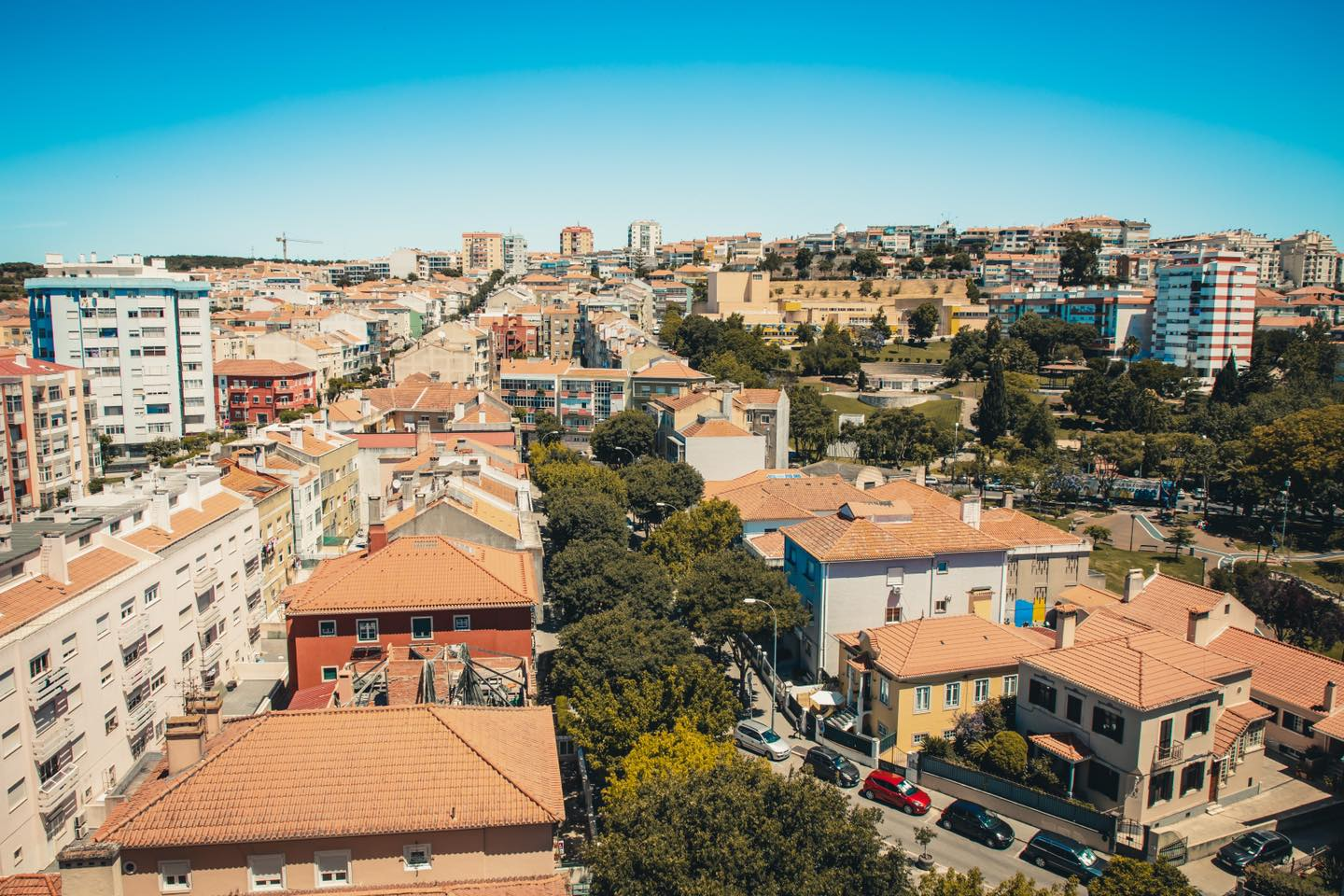
Centro da Cidade da Amadora

Foi elevada a freguesia dentro do município de Oeiras em 17 de abril de 1916, e foi elevada a vila em 24 de junho de 1937. Em 1962, quando se comemoraram os 25 de vila, era considerada a localidade mais populosa da linha de Sintra, devido às migrações rurais, ao desenvolvimento industrial e à proximidade de Lisboa. A salubridade do sítio, as facilidades de comunicações e a vasta área disponível para urbanização estão na base de um desenvolvimento de construções e reabilitação da cidade que, em determinadas zonas, ainda tem habitações clandestinas.
O município da Amadora viria a ser criado em 11 de setembro de 1979, por secessão da freguesia da Amadora, no nordeste do município de Oeiras. Dias depois, a 17 de setembro de 1979, a vila da Amadora é elevada a cidade, e a freguesia homónima é dividida em oito freguesias: Alfragide, Brandoa, Buraca, Damaia, Falagueira-Venda Nova, Mina, Reboleira e Venteira. Na ocasião agregou a si partes das freguesias de Queluz e de Belas, pertencentes ao município de Sintra, e tendo cedido a localidade de Presa que passou a fazer parte da freguesia de Odivelas, atual município de Odivelas. 
Em 1997, foram criadas as freguesias de Alfornelos (parte da freguesia de Brandoa), Falagueira, Venda Nova (divisão da freguesia de Falagueira-Venda Nova) e São Brás (parte da freguesia de Mina), sendo esta a divisão municipal até 2013, ano em que estas freguesias foram extintas e as atuais estabelecidas.

## Demografia
| 1981    | 1991    | 2001    | 2011    | 2021    |
| 163 878 | 181 774 | 175 872 | 175 136 | 171 454 |

(Obs.: Número de habitantes "residentes", ou seja, que tinham a residência oficial neste município à data em que os censos se realizaram.)
|                | 1981   | 1991    | 2001   | 2011   | 2021   |
| 0-14 Anos      | 42 840 | 35 018  | 26 230 | 25 903 | 24 351 |
| 15-24 Anos     | 23 542 | 29 376  | 25 191 | 19 476 | 18 058 |
| 25-64 Anos     | 87 549 | 101 539 | 99 840 | 97 015 | 90 958 |
| = ou > 65 Anos | 9 947  | 15 841  | 24 611 | 32 742 | 38 087 |

## Património
- Quinta do Outeiro
- Casal da Falagueira de Cima
- Grutas artificiais do Tojal de Vila Chã ou Grutas artificiais de Carenque
- Aqueduto da Gargantada
- Fachada da Casa do Infantado ou Palácio da Porcalhota
- Ponte Filipina de Carenque de Baixo

### Aqueduto das Águas Livres

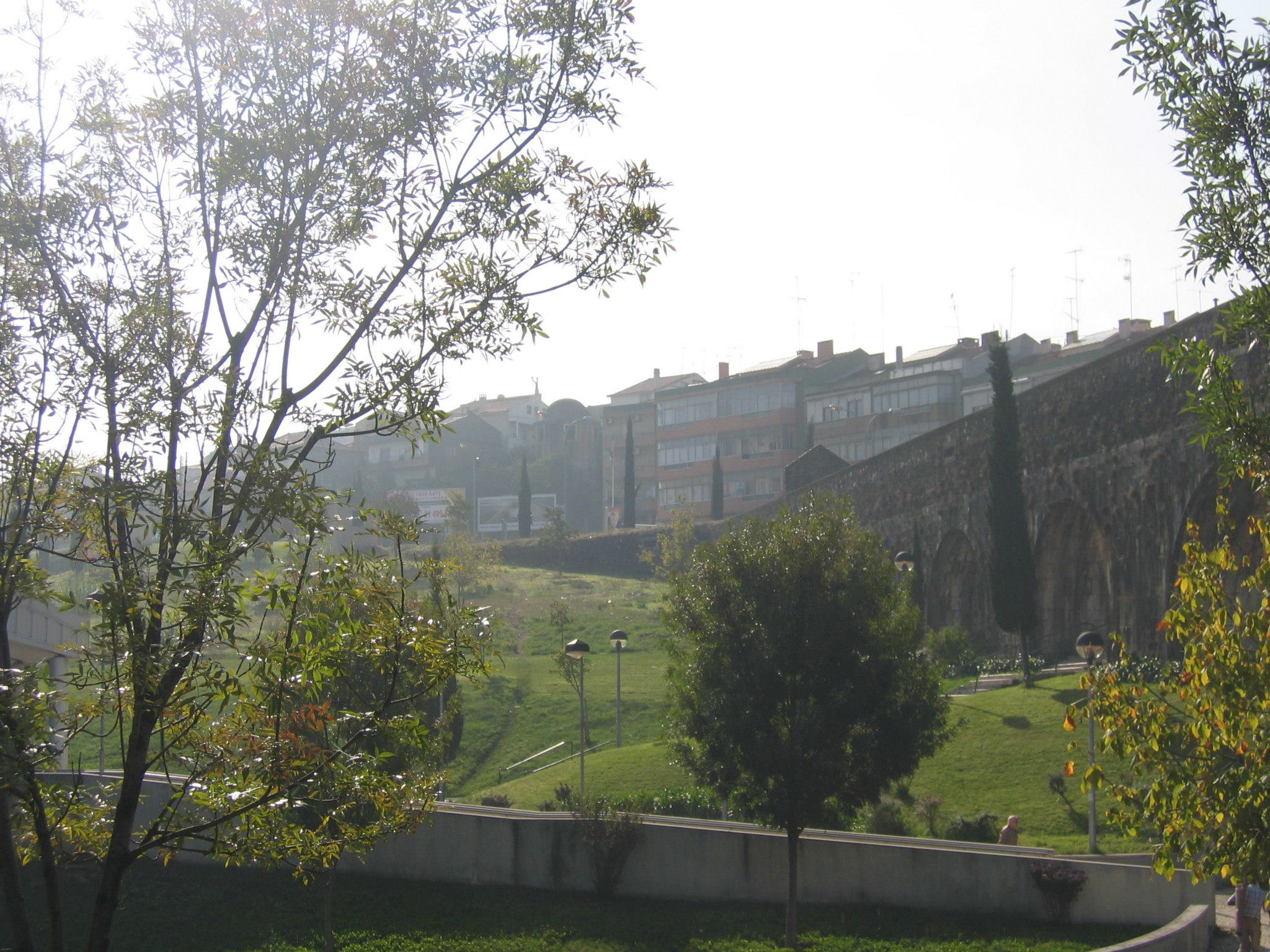
Aqueduto das Águas Livres, Damaia

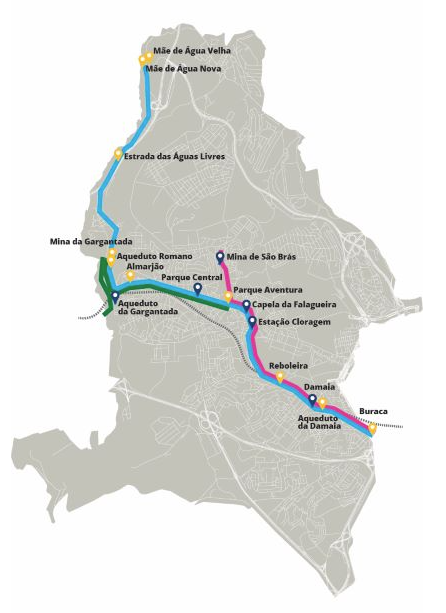
Percursos do Aqueduto das Águas Livres na Amadora

Com o objetivo de suprir a falta de água que há muito existia em Lisboa foi construído, por ordem do Rei D. João V, o Aqueduto das Águas Livres que, captando a água de diversas nascentes a conduzia para Lisboa. As obras iniciaram-se em 1731 e foram concluídas em 1748. Este projeto inspirou-se na antiga Lisboa romana que, ao que tudo indica, era abastecida por um aqueduto alimentado por uma barragem na zona de Belas, cujas ruínas, tanto da barragem como do aqueduto, ainda hoje subsistem. Na Amadora, o Aqueduto é alimentado por uma série de aquedutos subsidiários, na sua maioria subterrâneos, e entre as principais estruturas do monumento contam-se: a Mãe-de-Água Nova, o Aqueduto de São Brás, o Aqueduto das Galegas, as Arcarias na Damaia e o Aqueduto das Francesas. O Aqueduto, durante o século XVIII, apenas transportava a água para Lisboa, havendo apenas um chafariz na Amadora na aldeia da Falagueira. No século XIX foram construídos mais chafarizes, alimentados pelo Aqueduto, para servir as povoações locais na Damaia (1826), em Carenque (1836) e na Porcalhota (1850). O Aqueduto Geral das Águas Livres, com os seus inúmeros aquedutos subsidiários,  condicionou toda a ocupação subsequente na Amadora, incluindo a configuração da linha de caminho de ferro, cuja inauguração da estação da Porcalhota ocorreu em 1887. 

## Política
O município da Amadora é administrado por uma câmara municipal (o órgão executivo do município) composta por um presidente e 10 vereadores, e por uma assembleia municipal (o órgão deliberativo do município), constituída por 39 deputados municipais (dos quais 33 eleitos diretamente).
O cargo de presidente da Câmara Municipal é atualmente ocupado por Vítor Manuel Torres Ferreira, que assumiu a presidência em julho de 2024, após a renúncia ao mandato de Carla Maria Nunes Tavares, que havia sido reeleita nas eleições autárquicas de 2021 pelo Partido Socialista, tendo maioria absoluta de vereadores na câmara (7). Existem ainda três vereadores eleitos pela coligação Dar Voz à Amadora (PPD/PSD.CDS-PP.A.MPT.PDR) e um pela CDU (PCP-PEV). Na Assembleia Municipal, o partido mais representado é novamente o PS, com 15 deputados eleitos e 6 presidentes de Juntas de Freguesia (maioria absoluta), seguindo-se a coligação Dar Voz à Amadora (9 - 7 do PSD e 2 do CDS), a CDU (4; 0), o BE (2; 0), o CH (2; 0) e o PAN (1; 0). O Presidente da Assembleia Municipal é António Ramos Preto, do PS.
| Órgão                          | PS | Dar Voz à Amadora (PPD/PSD.CDS-PP.A.MPT.PDR) | PCP-PEV | BE | CH | PAN |
| Câmara Municipal               | 7  | 3                                            | 1       | 0  | 0  | 0   |
| Assembleia Municipal           | 21 | 9                                            | 4       | 2  | 2  | 1   |
| dos quais: eleitos diretamente | 15 | 9                                            | 4       | 2  | 2  | 1   |

### Eleições autárquicas[17]
| Data | %            | V            | %     | V     | %     | V     | %      | V      | %          | V          | %      | V      | %              | V       | %              | V   | %       | V       | %              | V              | %    | V   | %              | V   | %              | V  | %    | V  | %    | V  | %   | V   | %    | V   | %       | V       | %       | V       | %    | V    | %              | V    | %   | V   | %   | V   | %  | V  | %   | V   | Participação |                |
| Data | FEPU/APU/CDU | FEPU/APU/CDU | AD    | AD    | PS    | PS    | UDP/BE | UDP/BE | PCTP/ MRPP | PCTP/ MRPP | CDS-PP | CDS-PP | PPD/PSD        | PPD/PSD | PPM            | PPM | PSD-CDS | PSD-CDS | MPT            | MPT            | GCE  | GCE | PAN            | PAN | NC             | NC | CH   | CH | IL   | IL | RIR | RIR | MAS  | MAS | A       | A       | ADN     | ADN     | UEDS | UEDS | POUS           | POUS | FER | FER | PSR | PSR | PH | PH | PTP | PTP | Participação |                |
| ---- | ------------ | ------------ | ----- | ----- | ----- | ----- | ------ | ------ | ---------- | ---------- | ------ | ------ | -------------- | ------- | -------------- | --- | ------- | ------- | -------------- | -------------- | ---- | --- | -------------- | --- | -------------- | -- | ---- | -- | ---- | -- | --- | --- | ---- | --- | ------- | ------- | ------- | ------- | ---- | ---- | -------------- | ---- | --- | --- | --- | --- | -- | -- | --- | --- | ------------ | -------------- |
| Data | 1979         | 37,61        | 4     | 32,50 | 4     | 25,01 | 3      | 2,44   | -          | 0,63       | -      | AD     | AD             | AD      | AD             | AD  | AD      |         |                |                |      |     |                |     |                |    |      |    |      |    |     |     |      |     |         |         |         |         |      | 0,54 | -              |      |     |     |     |     |    |    |     |     |              | 74,15 / 100,00 |
| 1982 | 41,04        | 5            | 26,93 | 3     | 27,89 | 3     | 1,13   | -      | 0,45       | -          |        |        | AD             | AD      | AD             | AD  | AD      | 0,30    | -              | 72,39 / 100,00 |      |     |                |     |                |    |      |    |      |    |     |     |      |     |         |         |         |         |      |      |                |      |     |     |     |     |    |    |     |     |              |                |
| 1985 | 47,65        | 6            |       |       | 37,15 | 4     |        |        | 0,57       | -          | 10,62  | 1      |                |         |                |     |         |         | 61,40 / 100,00 |                |      |     |                |     |                |    |      |    |      |    |     |     |      |     |         |         |         |         |      |      |                |      |     |     |     |     |    |    |     |     |              |                |
| 1989 | 38,53        | 5            | 27,12 | 3     | 1,14  | -     | 3,49   | -      | 25,92      | 3          | 0,55   | -      | 52,65 / 100,00 |         |                |     |         |         |                |                |      |     |                |     |                |    |      |    |      |    |     |     |      |     |         |         |         |         |      |      |                |      |     |     |     |     |    |    |     |     |              |                |
| 1993 | 36,96        | 4            | 31,01 | 4     | 1,82  | -     | 4,25   | -      | 22,44      | 3          |        |        | 54,32 / 100,00 |         |                |     |         |         |                |                |      |     |                |     |                |    |      |    |      |    |     |     |      |     |         |         |         |         |      |      |                |      |     |     |     |     |    |    |     |     |              |                |
| 1997 | 28,92        | 4            | 33,79 | 4     | 1,29  | -     | 1,15   | -      | 3,24       | -          | 26,74  | 3      | 0,69           | -       | 51,37 / 100,00 |     |         |         |                |                |      |     |                |     |                |    |      |    |      |    |     |     |      |     |         |         |         |         |      |      |                |      |     |     |     |     |    |    |     |     |              |                |
| 2001 | 21,33        | 2            | 45,51 | 6     | 1,88  | -     | 1,65   | -      | PPD/PSD    | PPD/PSD    | CDS-PP | CDS-PP | 24,67          | 3       | 0,89           | -   | BE      | BE      | 47,71 / 100,00 |                |      |     |                |     |                |    |      |    |      |    |     |     |      |     |         |         |         |         |      |      |                |      |     |     |     |     |    |    |     |     |              |                |
| 2005 | 19,16        | 2            | 42,72 | 6     | 6,91  | -     | 1,90   | -      | PPD/PSD    | PPD/PSD    | CDS-PP | CDS-PP | PSD/CDS        | PSD/CDS | 22,54          | 3   | BE      | BE      |                |                | 0,57 | -   | 48,15 / 100,00 |     |                |    |      |    |      |    |     |     |      |     |         |         |         |         |      |      |                |      |     |     |     |     |    |    |     |     |              |                |
| 2009 | 16,05        | 2            | 46,51 | 6     | 5,91  | -     | 0,44   | -      | PPD/PSD    | PPD/PSD    | CDS-PP | CDS-PP | PSD/CDS        | PSD/CDS | 22,87          | 3   | BE      | BE      | 2,44           | -              |      |     | 0,25           | -   | 47,73 / 100,00 |    |      |    |      |    |     |     |      |     |         |         |         |         |      |      |                |      |     |     |     |     |    |    |     |     |              |                |
| 2009 | 16,05        | 2            | 46,51 | 6     | 5,91  | -     | 0,44   | -      | PPD/PSD    | PPD/PSD    | CDS-PP | CDS-PP | PSD/CDS        | PSD/CDS | 22,87          | 3   | BE      | BE      | 2,34           | -              |      |     | 0,25           | -   | 47,73 / 100,00 |    |      |    |      |    |     |     |      |     |         |         |         |         |      |      |                |      |     |     |     |     |    |    |     |     |              |                |
| 2013 | 19,15        | 2            | 45,45 | 7     | 5,40  | -     | 1,52   | -      | PPD/PSD    | PPD/PSD    | CDS-PP | CDS-PP |                |         | 18,04          | 2   | BE      | BE      |                |                | 1,00 | -   | 40,84 / 100,00 |     |                |    |      |    |      |    |     |     |      |     |         |         |         |         |      |      |                |      |     |     |     |     |    |    |     |     |              |                |
| 2017 | 12,22        | 1            | 47,97 | 7     | 6,94  | 1     | 1,75   | -      | PPD/PSD    | PPD/PSD    | CDS-PP | CDS-PP | 18,09          | 2       | 2,65           | -   | BE      | BE      | 3,23           | -              | 1,06 | -   | 0,26           | -   | 42,66 / 100,00 |    |      |    |      |    |     |     |      |     |         |         |         |         |      |      |                |      |     |     |     |     |    |    |     |     |              |                |
| 2021 | 9,93         | 1            | 43,88 | 7     | 5,33  | -     |        |        | PPD/PSD    | PPD/PSD    | CDS-PP | CDS-PP | 0,61           | -       | 24,55          | 3   | BE      | BE      | PSD/CDS        | PSD/CDS        |      |     | 3,12           | -   |                |    | 5,44 | -  | 2,79 | -  | PPM | PPM | 0,37 | -   | PSD/CDS | PSD/CDS | PSD/CDS | PSD/CDS |      |      | 42,69 / 100,00 |      |     |     |     |     |    |    |     |     |              |                |

### Eleições legislativas
| Data | %       | %     | %     | %     | %     | %     | %     | %    | %     | %    | %   | %       | % | %  | %  |
| Data | APU/CDU | AD    | PS    | UDP   | PSD   | CDS   | FRS   | PRD  | PSN   | B.E. | PAN | PSD CDS | L | CH | IL |
| ---- | ------- | ----- | ----- | ----- | ----- | ----- | ----- | ---- | ----- | ---- | --- | ------- | - | -- | -- |
| 1979 | 33,25   | 31,77 | 26,36 | 3,56  | AD    | AD    |       |      |       |      |     |         |   |    |    |
| 1980 | 30,04   | 33,21 | FRS   | 2,14  | AD    | AD    | 29,87 |      |       |      |     |         |   |    |    |
| 1983 | 32,39   |       | 37,06 | 1,54  | 17,72 | 7,76  |       |      |       |      |     |         |   |    |    |
| 1985 | 25,38   | 19,50 | 1,83  | 20,87 | 5,67  | 23,51 |       |      |       |      |     |         |   |    |    |
| 1987 | 21,12   | 21,80 | 1,73  | 40,69 | 2,49  | 8,05  |       |      |       |      |     |         |   |    |    |
| 1991 | 15,95   | 31,58 |       | 40,40 | 2,92  | 0,64  | 2,76  |      |       |      |     |         |   |    |    |
| 1995 | 15,50   | 46,38 | 0,69  | 24,85 | 8,00  |       | 0,14  |      |       |      |     |         |   |    |    |
| 1999 | 15,78   | 44,11 |       | 23,90 | 7,03  | 0,14  | 4,80  |      |       |      |     |         |   |    |    |
| 2002 | 11,43   | 41,10 | 30,76 | 7,90  |       | 4,77  |       |      |       |      |     |         |   |    |    |
| 2005 | 12,09   | 46,76 | 20,45 | 5,87  | 9,37  |       |       |      |       |      |     |         |   |    |    |
| 2009 | 11,74   | 38,93 | 20,89 | 10,25 | 11,43 |       |       |      |       |      |     |         |   |    |    |
| 2011 | 11,20   | 31,59 | 29,72 | 12,18 | 5,95  | 1,38  |       |      |       |      |     |         |   |    |    |
| 2015 | 11,23   | 37,49 | CDS   | PSD   | 11,54 | 1,97  | 28,41 | 0,96 |       |      |     |         |   |    |    |
| 2019 | 8,93    | 41,76 | 18,03 | 2,93  | 10,61 | 4,53  |       | 1,72 | 2,20  | 1,39 |     |         |   |    |    |
| 2022 | 5,79    | 47,51 | 19,38 | 1,27  | 5,04  | 2,03  | 1,99  | 7,72 | 5,67  |      |     |         |   |    |    |
| 2024 | 4,27    | 21,40 | 33,94 | AD    | AD    | 5,40  | 2,61  | 4,86 | 17,07 | 5,46 |     |         |   |    |    |

## Transportes e mobilidade

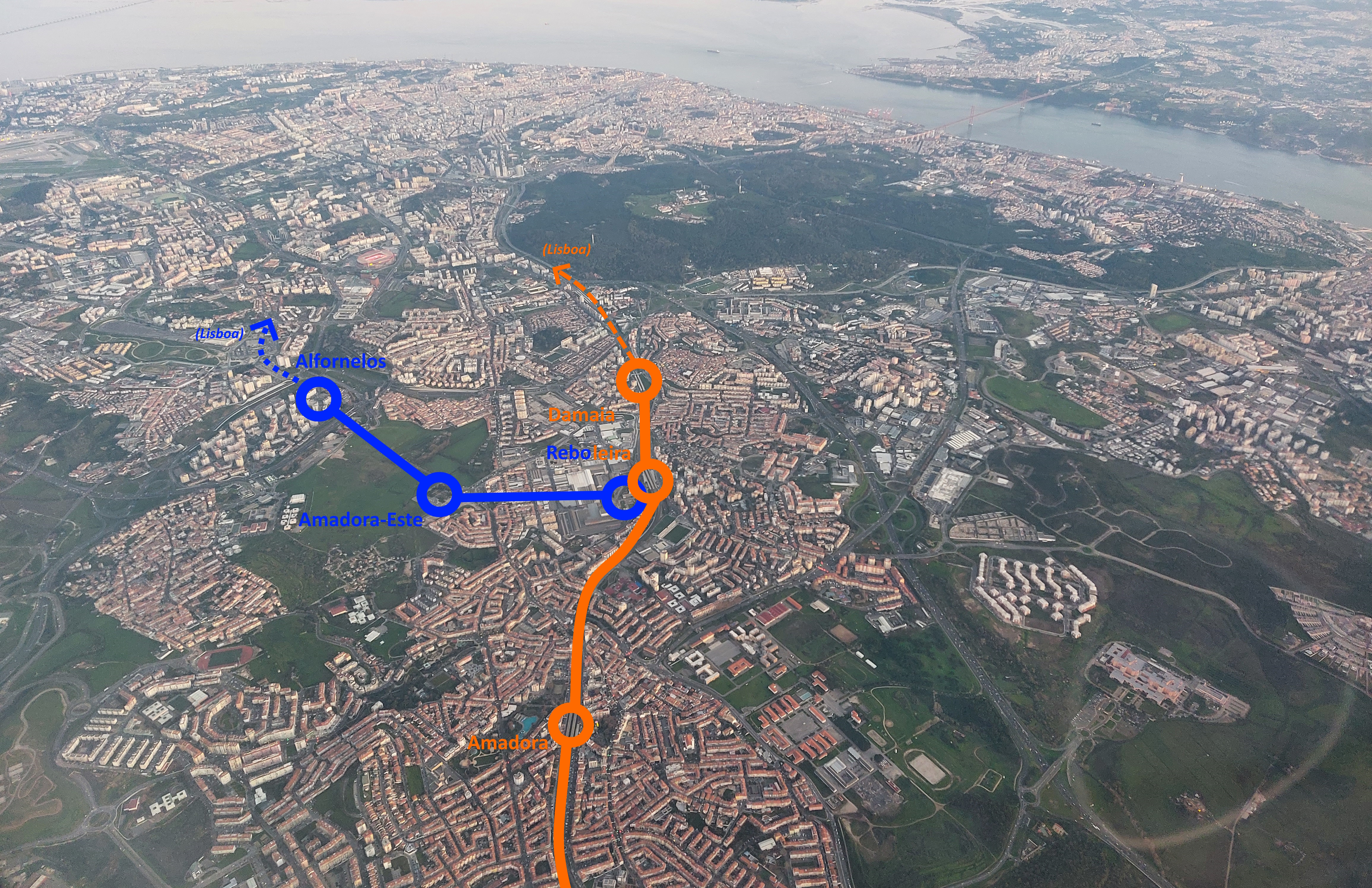
Rede Ferroviária e de Metropolitano na Amadora 2023

O município encontra-se inserido nos Transportes Metropolitanos de Lisboa. Os passes públicos acessíveis são o Navegante Municipal (30 €), válido em todos os transportes coletivos de passageiros dentro dos limites do município, e o Navegante Metropolitano (40 €), válido em todos os transportes coletivos de passageiros dentro da Área Metropolitana de Lisboa.
No transporte rodoviário, a Amadora é servida por dois serviços: a Carris, que opera algumas ligações ao município de Lisboa, e a Carris Metropolitana, que assegura as ligações dentro do município e aos municípios vizinhos de Lisboa, Odivelas, Oeiras e Sintra. Em termos de infraestruturas, as principais artérias rodoviárias consistem na A9 (CREL), A16 (IC16), A36 (CRIL), A37 (IC19) e EN117 (Recta dos Cabos Ávila). 

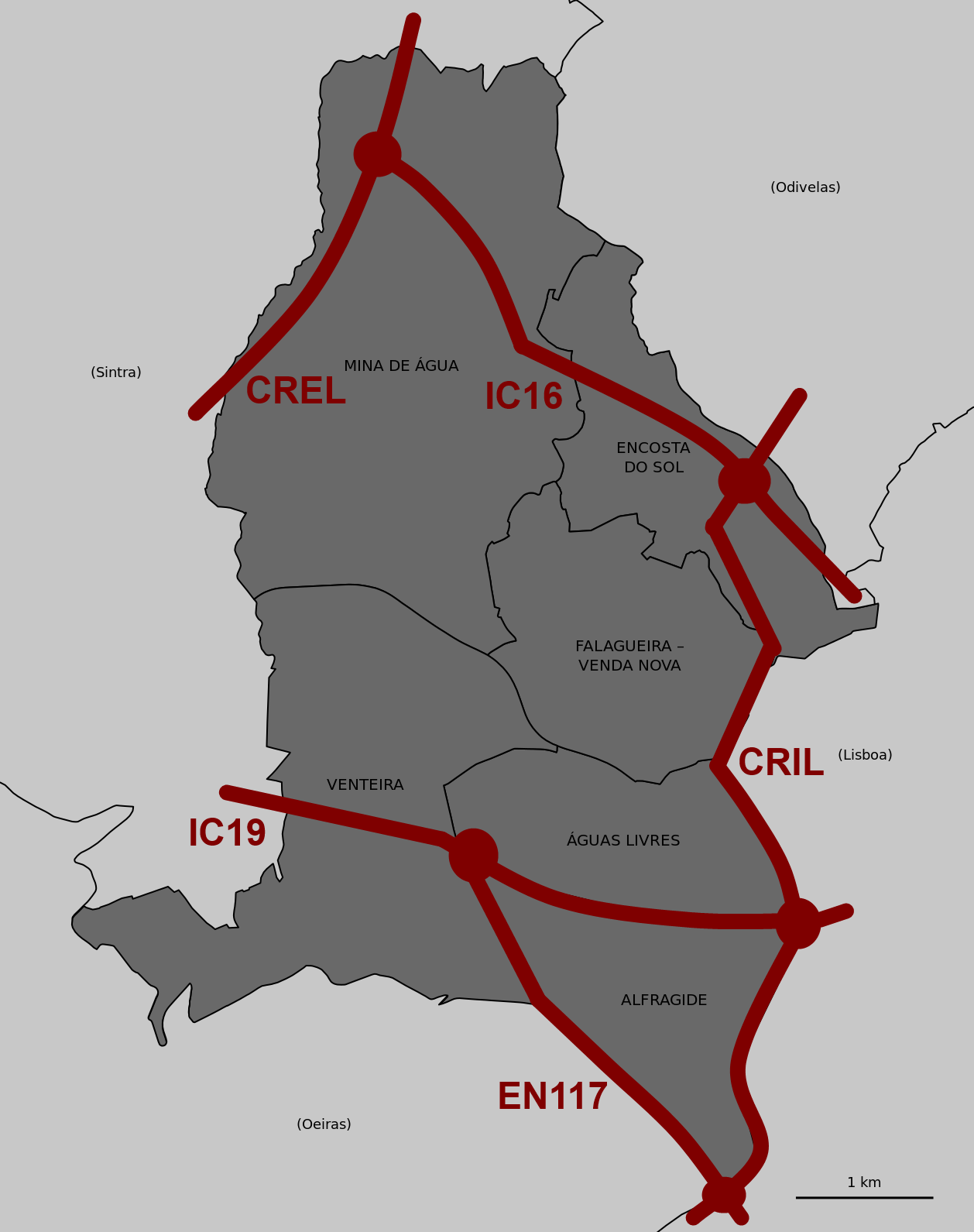
Rede Rodoviária da Amadora

As infraestruturas ferroviárias que atravessam o município consistem na Linha Azul do Metropolitano de Lisboa e na Linha de Sintra, da rede de comboios urbanos de Lisboa da CP. Existem três estações de metro: Estação Reboleira, Estação Amadora Este e Estação Alfornelos. Existem três estações de comboio: Estação Ferroviária de Santa Cruz-Damaia, Estação Ferroviária da Reboleira e Estação Ferroviária de Amadora. 

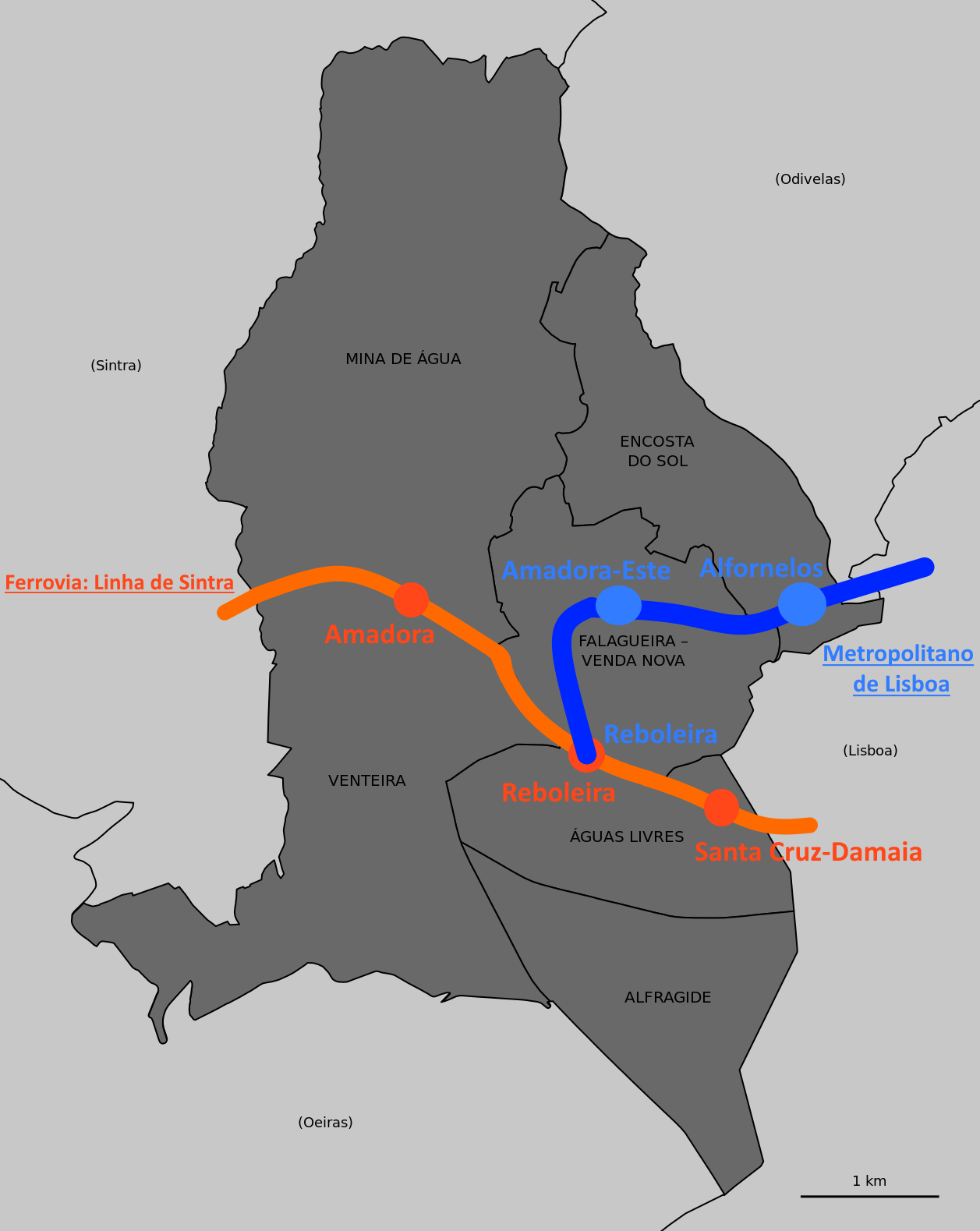
Rede Ferroviária e de Metropolitano na Amadora

### Censos 2021 - Deslocações e Movimentos Pendulares
Cerca de 51 mil amadorenses, 32% da população, desloca-se diariamente para os municípios vizinhos para trabalhar ou estudar. A duração média desses movimentos pendulares é de cerca de 25 minutos. O principal destino é o município de Lisboa, para onde se deslocam 35 mil amadorenses, 20% da população. Os destinos seguintes dos amadorenses, longe desses valores, são Sintra, com 4 mil movimentos, e Oeiras, com 5 mil movimentos. Nas deslocações para Lisboa, 16 mil utiliza o automóvel (45%), 5 mil o autocarro (14%), 5 mil o metropolitano (14%) e 5 mil o comboio (14%). Considerando os movimentos para todos os municípios vizinhos, os meios mais utilizados são o automóvel (26 mil, 51%), o autocarro (10 mil, 20%), o comboio (7 mil, 14%) e o metropolitano (6 mil, 12%).
Cerca de 40 mil pessoas, 23% da população, estuda e trabalha no município da Amadora. Os meios mais utilizados nas suas deslocalizações são a pé (15 mil, 38%), de automóvel (15 mil, 38%) e de autocarro (5 mil, 13%).
Resumindo, em 2021, 70% da população da Amadora vive e trabalha ou estuda no município, sendo que aproximadamente 20% da população se desloca para o município vizinho de Lisboa para trabalhar ou estudar. 

### Expansão da Rede de Metropolitano de Lisboa na Amadora
O Plano de Expansão do Metropolitano de Lisboa 2010/2020, apresentado em 2009 pela então Secretária de Estado dos Transportes, Ana Paula Vitorino, apresentava o projeto de expansão da Linha Azul para o interior do concelho da Amadora, consistindo no prolongamento da linha em 2,5 km, com três novas estações: Atalaia, Amadora-Centro e Hospital. 

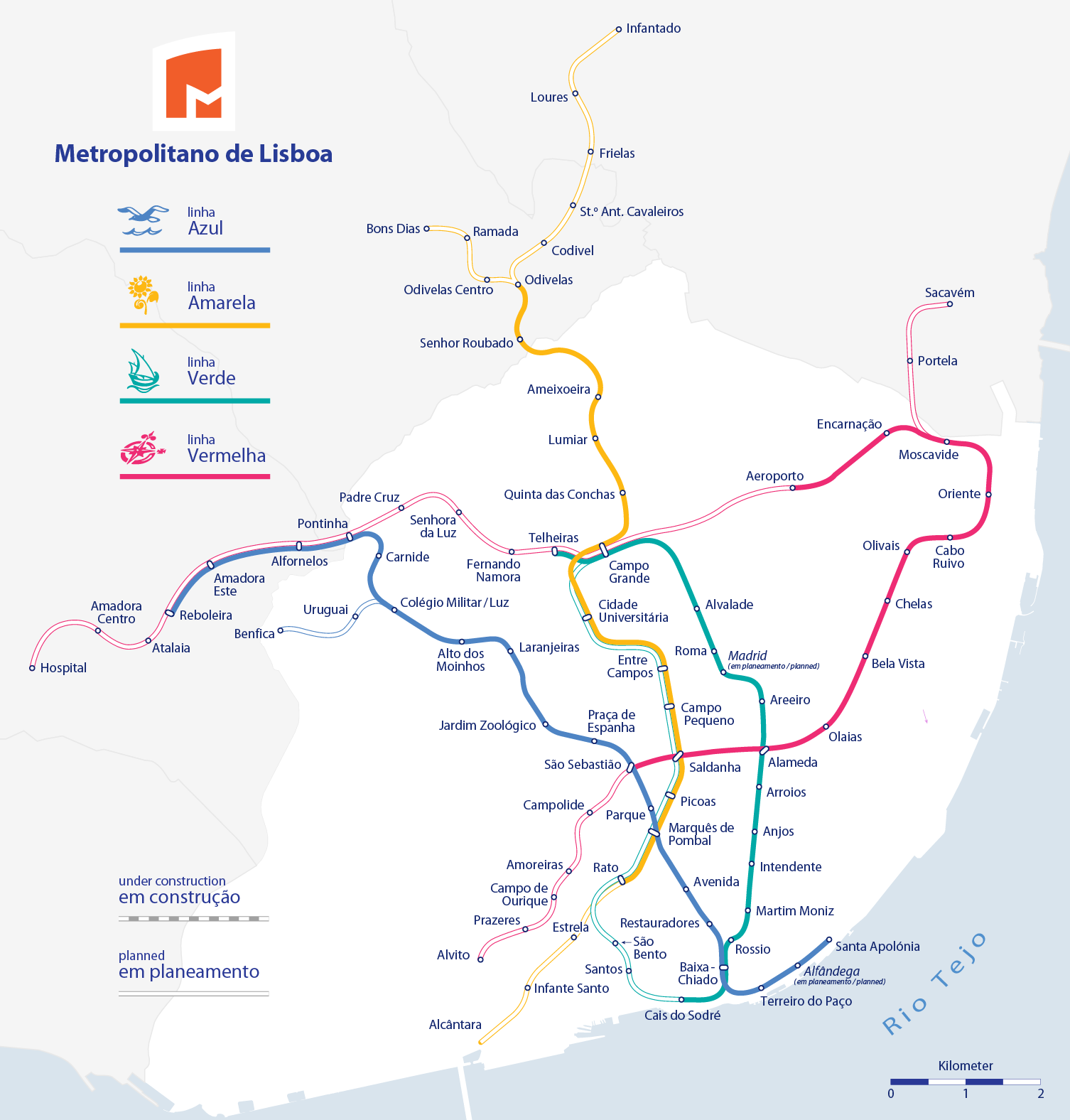
Prolongamentos do Metropolitano de Lisboa (2009)

### Projeto do Metro Ligeiro de Superfície Algés - Loures
Em 2004 a secretaria de Estado dos Transportes anunciou o inicio do projeto do metro ligeiro de superfície entre Algés e a Falagueira (Amadora). A nova infra-estrutura visava reforçar a mobilidade na Grande Lisboa ao ligar as linhas ferroviárias de Cascais e de Sintra, assim como a ligação ao Metropolitano de Lisboa na Amadora-Este (Falagueira). A linha Algés – Falagueira contemplava 7 paragens em Oeiras, Algés (interface com a estação da CP), Algés-Centro, Algés-Norte, Algés-Miraflores, Miraflores, Outurela e Quinta do Paizinho, e 8 paragens na Amadora: Bairro do Zambujal, Alfragide, Alfragide/IC19, Damaia, Damaia (interface com a estação da CP), Venda Nova, Venda Nova Norte e Falagueira (interface com a linha azul do Metro na Amadora-Este). A distância média entre cada paragem seria de 530 metros e o tempo de viagem vinte minutos. Com o objectivo de ser criada uma circular de metro ligeiro de superfície, concluída esta etapa do projecto, a segunda fase seria a ligação entre a Falagueira (Amadora) e Odivelas \ Loures. 

## Segurança Pública
Em 2020 a Amadora ocupava a 9ª posição no ranking de incidência de crimes na Área Metropolitana de Lisboa. O Índice Criminal por 1000 habitantes passou de 41,3 crimes em 2013 para 27,2 crimes em 2020. 
Desde do ano 2000, a Polícia Municipal da Amadora é um serviço integrado na estrutura da autarquia da Amadora e tem como missão fiscalizar o cumprimento das leis e regulamentos municipais, cooperando com as forças de segurança na manutenção da ordem e tranquilidade públicas.
Em 2022, o município da Amadora está coberto com 103 câmaras de videoproteção, distribuídas por cinco das seis freguesias do concelho em vários espaços públicos. Com vista a assegurar a cobertura integral do concelho, foi decidida a instalação de mais 38 câmaras na freguesia de Alfragide no decurso do ano 2023, passando o sistema a contar com um total de 141 câmaras. As câmaras funcionam ininterruptamente, 24 horas por dia, sem captação de som, e a sua gestão compete exclusivamente à Polícia de Segurança Pública. 

## Parques e Jardins
Ao longo dos anos, a Amadora tem investido na construção e manutenção de diversos espaços verdes, pensados para passear ou simplesmente relaxar e desfrutar de um local aprazível e alternativo ao bulício da cidade típico do contexto urbano do município.
- Parque Aventura (com uma área de cerca de 5 ha, inclui zonas verdes pedonais e cicláveis e elementos arquitetónicos como a Casa Rural da Ordem de Malta, um troço do Aqueduto das Águas Livres e a Ribeira da Falagueira que corre em toda a extensão)
- Parque Urbano do Neudel
- Parque da BD – Turma da Mônica / Maurício de Sousa (inaugurado em 2013, é uma homenagem ao criador da Turma da Mônica, Maurício de Sousa e tem cerca de 4 mil metros quadrados)
- Parque Central (tem uma extensão de 65 mil metros quadrados, com um lago e polidesportivo, e um circuito com cerca de 700 metros onde é possível correr, andar, passear de bicicleta e até andar de patins)
- Parque Delfim Guimarães (inaugurado em 1937, tem uma área com cerca de 1 ha e apresenta um desenho de conjunto equilibrado com uma pérgola central e boa arborização)
- Parque das Artes e do Desporto (tem uma extensão de 9 hectares e foram plantadas 1552 novas árvores no mesmo, tem 3 campos polidesportivos, 3 campos de ténis, 2 campos de padel e um circuito de caminhada com 3 km de extensão)
- Parque Fonte das Avencas (um pulmão verde da cidade da Amadora entre a Serra da Mira e A-da-Beja com cerca de 4,5 hectares, dispõe de trilhos de caminhada ou para bicicleta de montanha e uma zona aplanada para piqueniques)

## Saúde
Como hospital público, a Amadora partilha com Sintra o Hospital Professor Doutor Fernando Fonseca, também conhecido como Amadora-Sintra. Tem também no seu território três hospitais privados: o da Luz, o da Trofa e as Lusíadas.

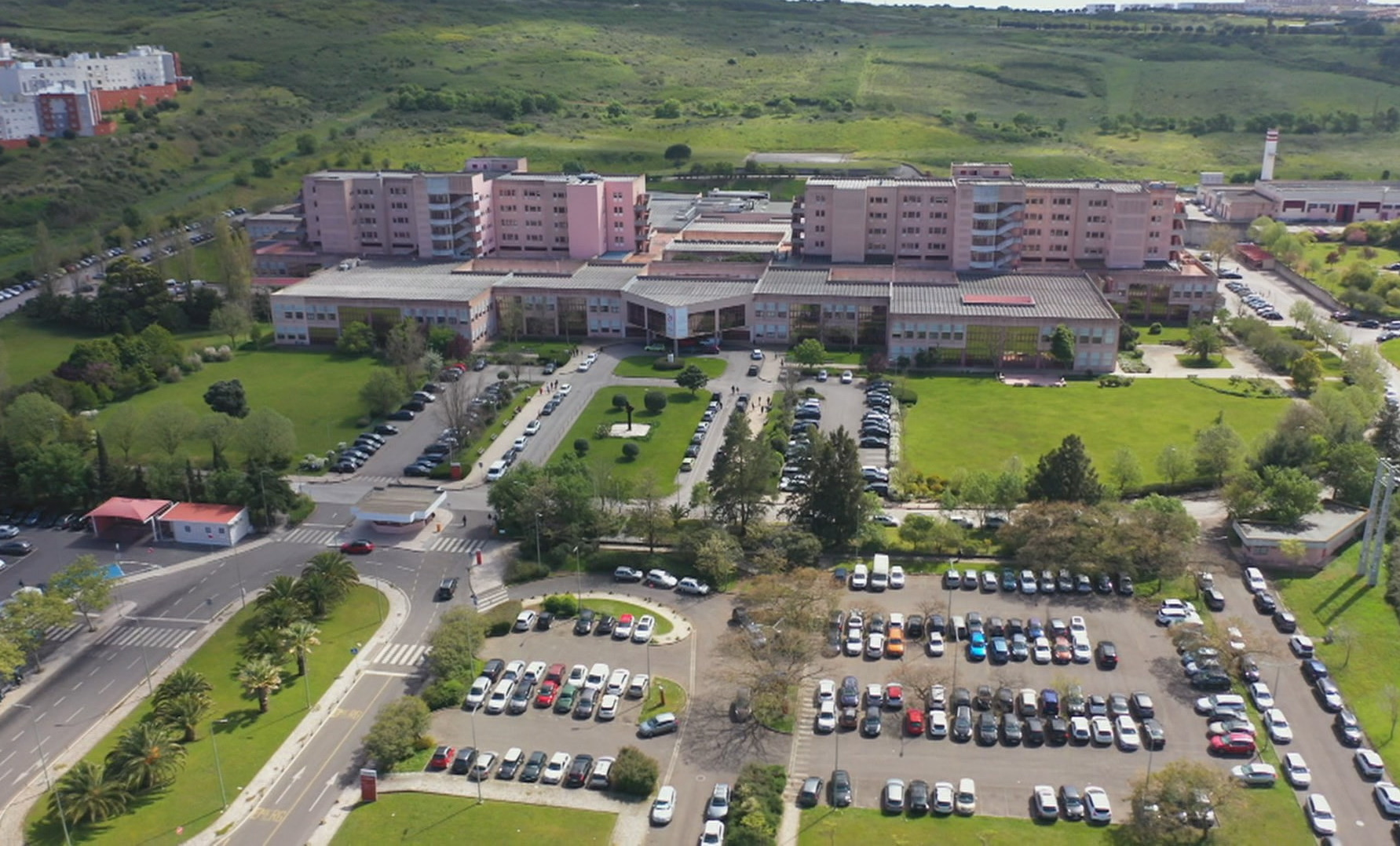
Hospital Professor Doutor Fernando Fonseca

## Economia
Sendo uma cidade com uma forte componente residencial, a Amadora apresenta parques comerciais, indústrias e sedes de empresas relevantes e importantes a nível nacional. Como parques comerciais, tem o IKEA, Decathlon, Continente e o UBBO (um dos maiores centros comerciais de Portugal). A Amadora tem também as sedes de algumas empresas internacionais a operarem em Portugal como a Siemens, a Nokia e a Roche. Tem também as fábricas dos rebuçados Dr. Bayard , na freguesia da Venteira, e a fábrica de vidro da BA Glass, na freguesia da Falagueira-Venda Nova.

A nível de administração pública, tem o Laboratório Nacional de Energia e Geologia (LNEG), a Agência Portuguesa do Ambiente (APA) e Estado Maior da Força Aérea (EMFA) no seu território.

## Habitação
O Parque Habitacional Municipal da Amadora é, atualmente, constituído por 2098 fogos distribuídos por 213 edifícios, dispersos no território do município efetuando-se a gestão dos agregados familiares aí realojados: Zambujal (edifícios Z2 e Z3), Casal da Boba, Casal da Mira e Casal do Silva. 
Atualmente ainda persistem bairros de construção informal, como a Cova da Moura, Bairro da Estrada Militar e a Quinta da Laje (atualmente em processo de extinção). 
Em termos habitacionais, o INE informou que no segundo trimestre de 2024, a Amadora era o sexto município mais caro para arrendar casa em Portugal: 11,24 €/m2. Apenas ultrapassado por Lisboa (15,61 €/m2), Cascais (14,87 €/m2), Oeiras (13,46 €/m2), Porto (12,21 €/m2) e Almada (11,34 €/m2). Foi registado um aumento de 28,31% desde o 2º semestre de 2021.
No 2º trimestre de 2024, o preço mediano a 12 meses dos alojamentos familiares na Amadora era de 2.343 €/m2. Isto corresponde ao 20º município com valor mais elevado de Portugal e o 7º mais caro da Área Metropolitana de Lisboa. Foi registado um aumento de 28,74% desde o 4º trimestre de 2021.

## Cultura
A  Amadora dispõe de variados equipamentos culturais públicos, entre os quais se destacam:
- Biblioteca Municipal Fernando Piteira Santos (179 lugares sentados, auditório, Bedeteca, exposições);
- Cineteatro D. João V (auditório com 388 lugares, totalmente equipado, incluindo sistema de projeção digital);
- Galeria Municipal Artur Bual;
- Museu Municipal de Arqueologia (dedicado à preservação, estudo, valorização e divulgação do património histórico e arqueológico do município da Amadora);
- Recreios da Amadora (um auditório, dois estúdios de dança/sala de ensaio e um salão nobre/espaço polivalente);
- Casa Roque Gameiro (assume como principal missão organizar e promover exposições temporárias e outras atividades culturais).

### Amadora BD
Criado em 1989, o Amadora BD é uma iniciativa da Câmara Municipal da Amadora, que tem por objetivo promover a banda desenhada. Organizado ininterruptamente desde a sua criação, o Amadora BD é o mais importante festival de banda desenhada em Portugal e um dos mais aclamados a nível europeu. A programação anual reúne autores, editores, agentes e colecionadores de diferentes nacionalidades em sessões de autógrafos, exposições, lançamentos, oficinas e apresentações. No âmbito do Amadora BD, os Prémios de Banda Desenhada da Amadora, distinguem, todos os anos os autores e os jovens que se destacam no panorama da Banda Desenhada. O site oficial encontra-se em: https://www.amadorabd.com/

## Desporto
A Amadora tem várias forças desportivas de âmbito local, regional e até nacional. Entre as mais importantes contam-se o CR Bairro Janeiro, o Estrela da Amadora, a Associação Académica da Amadora e o Clube Natação da Amadora.

### Complexo Desportivo Municipal Monte da Galega
O Complexo inclui campo de futebol 11 e de 7, pista de atletismo, ginásio ao ar livre e salas polivalentes, nomeadamente para formação. A sua utilização pelos clubes e associações é possível mediante pedido à Câmara Municipal da Amadora.

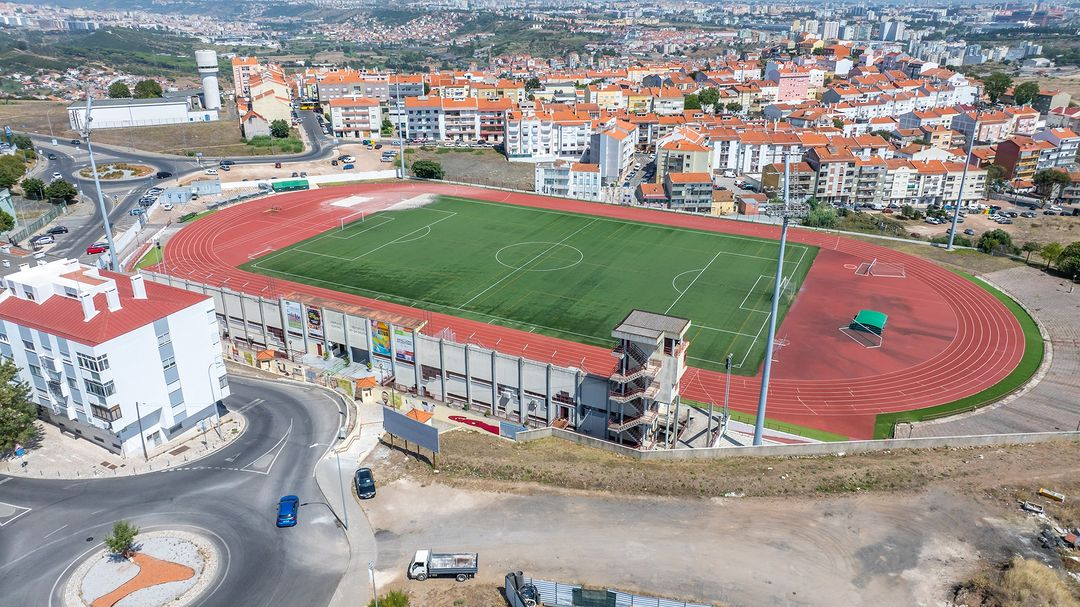
Complexo Desportivo Monte da Galega

### Gala do Desporto da Amadora
A Gala do Desporto da Amadora tem a intenção de distinguir os percursos desportivos e conquistas de eleição, sejam elas individuais ou coletivas, e assim celebrar as conquistas dos seus desportistas que elevaram a cidade da Amadora a um patamar de relevo. Alguns dos vencedores:
- Jorge Fonseca (2022)
- Rúben Dias (2019)
- Jorge Andrade (2018)
- Rui Costa (2015)
- Pedro Nunes (2015) (treinador de hóquei em patins do Sport Lisboa e Benfica)

### São Silvestre da Amadora
A São Silvestre mais antiga de Portugal realiza-se no último dia do ano, 31 de Dezembro. Em 2022, a 47ª edição da iniciativa organizada pela Câmara Municipal da Amadora e pelo Desportivo Operário do Rangel conta conta com uma corrida de 10 km e uma corrida das crianças. O site oficial do evento: https://saosilvestredaamadora.pt/

## Educação
Na Amadora encontra-se a:
- Escola Superior de Teatro e Cinema com várias Licenciaturas, Mestrados, Pós-Graduações e possibilidade de Doutoramentos.
- Um dos campus da Academia Militar, onde se situa parte significativa do corpo de alunos, nomeadamente os alunos internos, os serviços académicos, e parte proporcional dos serviços de apoio e administração.
- Uma das escolas da PaRK International School com níveis de educação do 1º ao 12.º ano.

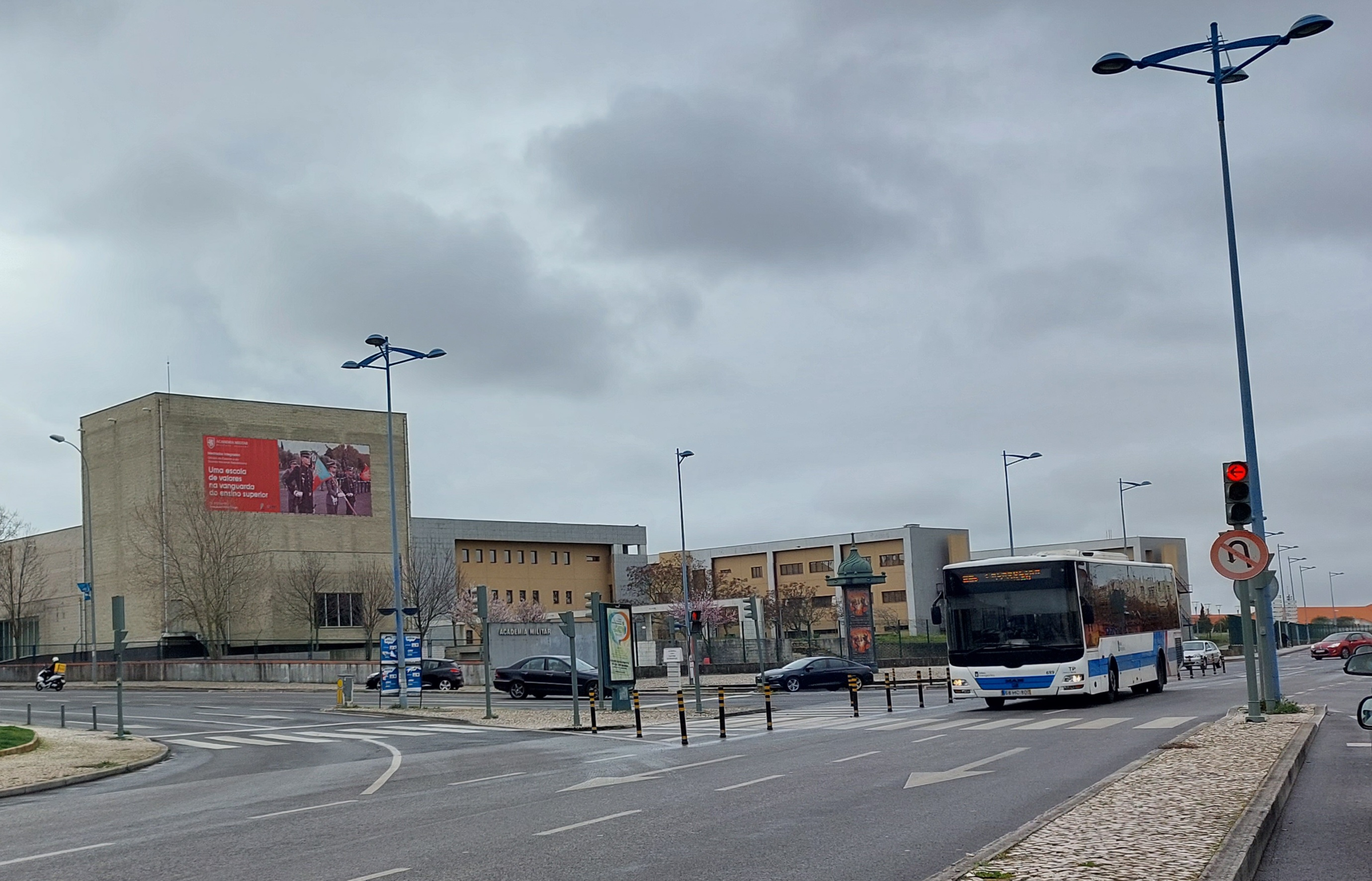
Campus da Academia Miliar na Amadora

A Amadora tem as seguintes escolas do ensino básico e secundário público:
- Escola EB 1 Artur Bual
- Escola Secundária da Amadora
- Escola Secundária Mães d'Água
- Escola EB 2/3 José Cardoso Pires
- Escola Secundária Seomara da Costa Primo
- Escola D. Francisco Manuel de Melo
- Escola EB 1/JI da Venteira
- Escola Secundária D. João V
- Escola Secundária Dr. Azevedo Neves
- Escola Secundária Fernando Namora
- Escola EB 2/3 Roque Gameiro
- Escola EB 2/3 de Alfornelos
- Escola EB 2/3 Miguel Torga
- Escola EB 2/3 Sophia de Mello Breyner
- Escola EB 2/3 Professor Pedro d'Orey da Cunha
- Escola EB 2/3 Cardoso Lopes
- Escola Luís Madureira

## Cidades geminadas
- Tarrafal, Ilha de Santiago, Cabo Verde
- Huambo, Huambo, Angola
- Piracicaba, São Paulo, Brasil [29]